# Daniel Albert Fechter

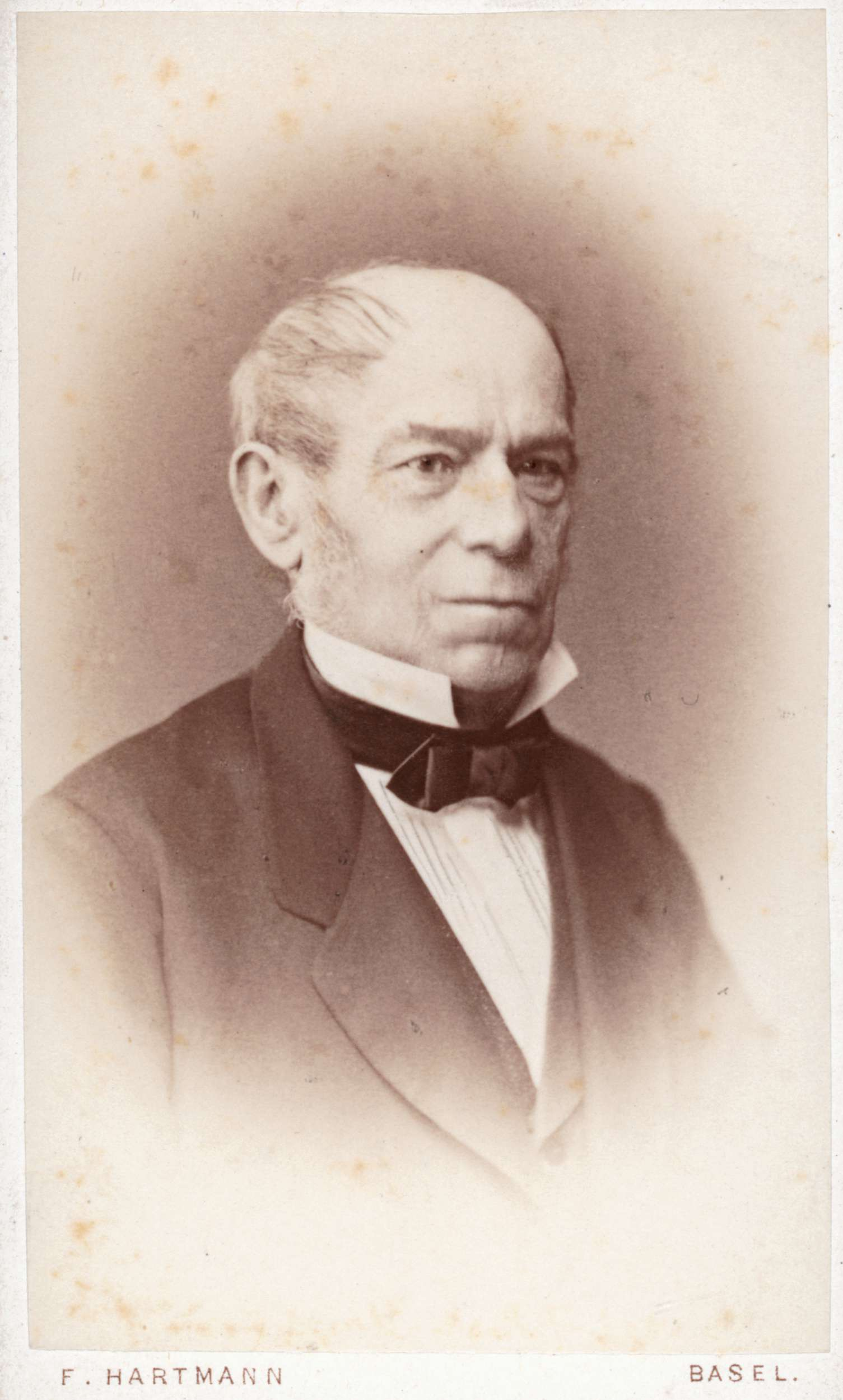
Daniel Albert Fechter (zwischen 1860 und 1876)

Daniel Albert Fechter (* 8. Mai 1805 in Basel; † 1. April 1876 ebenda; heimatberechtigt in Basel) war ein reformierter Schweizer Theologe, Pädagoge und Historiker.

## Leben und Werk
Fechter, Sohn eines Schuhmachers, studierte Theologie an der Universität Basel und wirkte anschliessend von 1824 bis 1876 als Lehrer für Griechisch und Latein am Humanistischen Gymnasium und ab 1841 auch am Pädagogium in Basel. Von 1857 bis 1876 war er zudem Konrektor des Gymnasiums.
Neben seiner Lehrtätigkeit betrieb Fechter historische Forschungen, namentlich zur Basler Geschichte. Zeitweise war er Herausgeber des Basler Taschenbuchs. Für die Sammlung der älteren eidgenössischen Abschiede betreute er diejenigen Bände, welche die Zeiträume 1618–1648 und 1712–1743 umfassten. Überdies gab er die Autobiographien von Thomas Platter dem Älteren, Felix Platter und Andreas Ryff heraus.

## Werke (Auswahl)
- Die Geschichte des Schulwesens in Basel bis 1733. 2 Bde., Basel 1837–1839.
- Thomas Platter und Felix Platter, zwei Autobiographieen. Ein Beitrag zur Sittengeschichte des XVI. Jahrhunderts. Basel 1840 (Herausgeber).
- Die Amerbachische Abschrift des Vellejus Paterculus und ihr Verhältniss zum Murbacher Codex und zur editio princeps. Basel 1844.
- Bruchstück aus der Autobiographie des Andreas Ryff. In: Basler Taschenbuch 1851, S. 23–61 (Herausgeber).
- Topographie, mit Berücksichtigung der Cultur- und Sittengeschichte. In: Basel im vierzehnten Jahrhundert. Basel 1856, S. 1–146.
- Peter von Hagenbach, Landvogt des Herzogs Karl von Burgund. Mülhausen 1868.
- Das Waisenhaus in Basel. Seine Gründung, seine Entwicklung und sein gegenwärtiger Bestand. Basel 1871 (mit Johann Jakob Schäublin).